# 什沃布赛姆
什沃布赛姆（法語：Schwobsheim，法語發音：[ʃvɔpsaim]）是法国下莱茵省的一个市镇，属于塞莱斯塔-埃尔什泰因区。

## 地理
什沃布赛姆（48°13'58"N, 7°34'34"E）面积2.58 平方千米，位于法国大東部大區下莱茵省，该省份为法国大陆部分最东部的省份，是阿尔萨斯的一部分，今与上莱茵省组成了阿尔萨斯欧洲集体，其南至上莱茵省，西南接孚日省和默尔特-摩泽尔省，西接摩泽尔省，北与德国接壤，东侧沿莱茵河与德国相望。
与什沃布赛姆接壤的市镇（或旧市镇、城区）包括：阿托尔赛姆、巴尔德奈姆、伯森比森、里什托尔赛姆、孙杜斯、维蒂赛姆。
什沃布赛姆的时区为UTC+01:00、UTC+02:00（夏令时）。

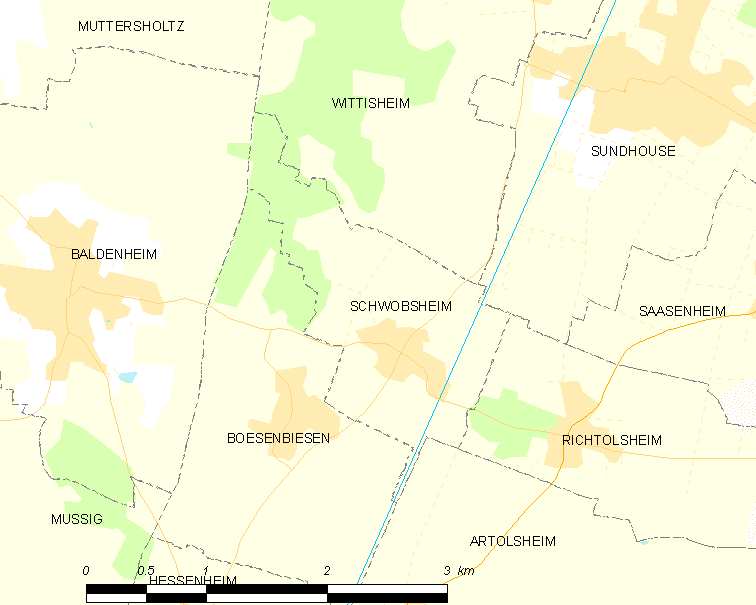
什沃布赛姆的OSM定位图

## 行政
什沃布赛姆的邮政编码为67390，INSEE市镇编码为67461。

## 政治
什沃布赛姆所属的省级选区为塞莱斯塔县。

## 人口

1962-2008年间什沃布赛姆人口变化图示

什沃布赛姆于2022年1月1日时的人口数量为325人。